# Mycosphaerella chimaphilae
Mycosphaerella chimaphilae är en svampart som tillhör divisionen sporsäcksvampar, och som först beskrevs av Ellis och Benjamin Matlack Everhart, och fick sitt nu gällande namn av Höhn.. Mycosphaerella chimaphilae ingår i släktet Mycosphaerella, och familjen Mycosphaerellaceae. Enligt den svenska rödlistan är arten starkt hotad i Sverige. Arten förekommer i Götaland, Gotland och Svealand. Artens livsmiljö är skogslandskap.